# Apodemia canidia
Apodemia canidia är en fjärilsart som beskrevs av Druce 1904. Apodemia canidia ingår i släktet Apodemia och familjen Riodinidae. Inga underarter finns listade i Catalogue of Life.